# Weigh In Motion
Weigh In Motion (= Wiegen beim Drüberfahren) dient zur Erfassung der Fahrzeugachslast, während das Fahrzeug drüberfährt.
Mit WIM kann für jedes einzelne Fahrzeug Gesamtgewicht, Achslasten, Achsabstände, Fahrzeugkategorie, Geschwindigkeit, Fahrzeuglänge und Zeitlücken aufgezeichnet und statistisch ausgewertet werden.

## Einsatzmöglichkeiten
Die Ergebnisse dienen der Dimensionierung von Straßen und Kunstbauten, der Unterhaltsplanung, Sicherheit, Ökonomie, Transportstudien, Forschung (z. B. Kunstbauten) und weiteren verkehrsbezogenen Zwecken. Zudem werden die Anlagen auch von der Polizei für die Vorselektion bei Schwerverkehrskontrollen eingesetzt.
Weitere Einsatzmöglichkeiten sind die Zufahrtsteuerung auf Brückenbauwerken, die eine Begrenzung der Fahrzeuggewichtsklasse haben. So kam zum Beispiel das WIM-System zwischen April und November 2015 auf der Schiersteiner Brücke zum Einsatz, da nur noch Fahrzeuge bis 3,5 Tonnen die Brücke passieren durften und schwerere Fahrzeuge mittels einer Ampel und Schrankenanlage an der Weiterfahrt gehindert wurden.